# Urgence (série télévisée)
Pour les articles homonymes, voir Urgence (homonymie).
Urgence est une série télévisée québécoise en 26 épisodes de 44 minutes, créée par Fabienne Larouche et Réjean Tremblay et diffusée du 18 janvier 1996 au 10 avril 1997 à la Télévision de Radio-Canada.

## Synopsis
Urgence suit la vie, principalement professionnelle, des médecins de l'hôpital montréalais Cœur-de-Jésus (hôpital fictif). L'histoire évolue principalement autour des cardiologues et des urgentistes de l'hôpital. On y voit la rivalité entre les différents spécialistes et les différents corps professionnels, mais surtout la passion des médecins et des infirmières qui luttent épisode après épisode pour le bien-être de leurs patients. S'ensuit une lutte entre le système administratif de l'hôpital, les décisions ministérielles et les intérêts des grands groupes pharmaceutiques.

## Fiche technique
- Scénaristes : Réjean Tremblay et Fabienne Larouche
- Réalisation : Michel Poulette, François Bouvier et Alain Chartrand
- Société de production : Prisma Films

## Distribution
- Marina Orsini : Dr Michèle Imbeault
- Serge Postigo : Dr Daniel Trudeau
- Nathalie Gascon : Dr Claire Alarie
- David La Haye : Dr Christian Richard
- Michel Dumont : Dr Yves Perras
- Marc Messier : Dr Jean Brisebois
- Robert Toupin : Dr Louis Villeneuve
- Jean L'Italien : Dr Jacques Saucier
- Angèle Coutu : Josette Ménard
- Joëlle Morin : Nathalie Cousineau
- Patricia Nolin : Dr Denise Lussier
- Sophie Lorain : Hélène Côté
- Chantal Fontaine : Ginette Dubuc
- Gilbert Sicotte : Claude Rivest
- Pierre Chagnon : Dr Pierre-Marc Sénécal
- Guy Provost : Dr Robert Bouffard
- Yves Desgagnés : André Taschereau
- Monique Spaziani : Geneviève Perreault
- Émile Genest : Claude Bérubé
- Caroline Dhavernas : Josianne Villeneuve
- Benoît Rousseau : inspecteur Martineau
- Guy Richer : Lucien Alarie
- Linda Sorgini : Françoise Villeneuve
- Caroline Néron : Julie Morin
- Jacques Godin : Jean-Marie Trudeau
- André Montmorency : Armand Richard
- Jacqueline Barrette : Jeannine Richard
- Martin Larocque : Maurice Brodeur
- Tony Conte : Dr Alex Lafleur
- Maka Kotto : Dr Étienne Jean-François
- Rémy Girard : Maurice Giguère
- Guy Nadon : Jacques Therrien
- Luc Guérin : Bizoune
- Lawrence Arcouette : Sébastien Gagnon
- Marie-José Normand : Valérie Martel
- Catherine Bégin : mère d'Hélène
- Léa-Marie Cantin : archiviste
- Roy Dupuis : Barrette
- Maxime Desbiens-Tremblay : Luc
- Janine Sutto : vieille dame
- Geneviève Brouillette : Béatrice
- Barry Blake : Allan Denison
- Guy-Daniel Tremblay : Johnson
- Macha Limonchik : Cassandra
- France Castel : Louise Corriveau
- Jacynthe René : Arielle Michaud
- Gregory Hlady : Dr Serguei Federov
- Jean-Philippe Côté : Paul Lagacé
- Dorothée Berryman : Pauline Lemaire
- Marcel Jeannin : Caporal Lizotte
- Tom Rack : Hartmann
- Maryse Gagné : Mme Boileau
- Éric Cabana : Mario
- Sébastien Villeneuve : Félix
- André Vézina : inspecteur
- Johanne Marie Tremblay : Suzanne Giguère
- Christophe Rapin : agent de bord
- Steve Banner : Gilbert Audet
- Luc Pilon : Me Gignac
- Carmen Ferlan : Laurie
- Janique Kearns : infirmière
- Pierre Laporte : témoin
- Karl Poirier-Peterson : ambulancier
- Caroline André : Johanne Rivard
- Christine Anthony : policière
- Marc Grégoire : Émile Legaré
- Donald Pilon : Jean Villeneuve
- Richard Lemire : Dr Hamilton
- François Longpré : physiothérapeute
- Louise Deslières : Johanne
- Myreille Bédard : Odile Giroux
- Annette Garant : Caroline Guimond
- Mireille Deyglun : médecin militaire
- Suzanne Garceau : directrice syndicale
- Marie-Christine Labelle : Gabrielle Piché
- Jacques Lavallée : Paul-André Lefebvre
- Yvon Roy : M. Savard
- Sylvie Léonard : G. Gagnon
- Chantal Lacroix
- Raphaëlle Laplante : Christine

- Guy Bélanger : infirmier sans nom